# Aurich (stad)
Aurich (Fries: Auwerk; Nedersaksisch: Auerk; Nederlands en Oudfries: Aurik) is een stad en selbständige Gemeinde in de Duitse deelstaat Nedersaksen. De stad is gelegen in Oost-Friesland en de hoofdplaats van de gelijknamige Landkreis. Aurich telt 42.268 inwoners.
Sinds 2004 is het Aurich toegestaan om tweetalige plaatsnaamborden te gebruiken in het Duits en Oost-Fries Nedersaksisch.

## Indeling van de gemeente; bevolking

### Indeling van de gemeente
In 1972 werd in Nedersaksen een grootschalige gemeentelijke herindeling doorgevoerd. Sindsdien bestaat de gemeente Aurich, naast de kernstad, uit 20 Ortsteile (eigenlijk dorpen). Deze hebben alle een deelraad waarin de belangen van het betreffende dorp c.q. stadsdeel worden behartigd.

De stadsdelen van Aurich

In onderstaande opsomming is het aantal inwoners per 30 juni 2020 vermeld, ontleend aan de gemeentewebsite.
- Aurich (kernstad, 12.555)
- Brockzetel (360)
- Dietrichsfeld (769)
- Egels (1.785)
- Extum (2.166)
- Georgsfeld (560)
- Haxtum (1.760)
- Kirchdorf (1.433)
- Langefeld (425)
- Middels (1.223), bestaande uit de dorpen Middels-Westerloog, Middels-osterloog en Ogenbargen.
- Pfalzdorf (229)
- Plaggenburg (1.441)
- Popens (1.985)
- Rahe (526)
- Sandhorst (4.472)
- Schirum (1.406)
- Spekendorf (443)
- Tannenhausen (1.899)
- Walle (2.667)
- Wallinghausen (3.545)
- Wiesens (1.430)

Gemeentetotaal per 30 juni 2020: 42.142 inwoners.

### Demografie
| Bevolkingsontwikkeling | 1999   | 2000   | 2001   | 2002   | 2003   |
| ---------------------- | ------ | ------ | ------ | ------ | ------ |
| Totaal                 | 40.124 | 40.278 | 40.362 | 40.567 | 40.440 |
| Mannen                 | 19.416 | 19.457 | 19.471 | 19.577 | 19.553 |
| Vrouwen                | 20.708 | 20.821 | 20.891 | 20.990 | 20.887 |
| Geboren                | 466    | 419    | 425    | 422    | 377    |
| Gestorven              | 411    | 390    | 427    | 445    | 426    |

Aantal inwoners in latere jaren (alleen totaal aantal) : 2012: 40.604; 2017: 41.854 personen.

### Religie
Circa 85% van de inwoners van de gemeente is evangelisch-luthers. Er zijn kleine minderheden evangelisch-gereformeerde, rooms-katholieke, baptistische en nieuw-apostolische christenen. De belangrijkste groepen niet-christenen zijn moslims en mensen, die zich tot geen enkele religieuze groepering rekenen, onder wie atheïsten.

## Omgeving
Aurich ligt in een coulisselandschap dat wordt gekenmerkt door zandige geestgronden, grotendeels ontgonnen veen- en marsgronden en de Noordzee. Door de nu vrijwel lege veengebieden, die zijn gebruikt voor turfwinning, loopt een groot aantal kanalen waaraan kleine veenkoloniale dorpen liggen.

### Buurgemeentes
- In het westen: Südbrookmerland
- In het noordwesten: Großheide (Landkreis Aurich)
- In het noorden: Eversmeer, Westerholt, Neuschoo en Blomberg (alle Samtgemeinde Holtriem in de Landkreis Wittmund)
- In het noordoosten: Dunum (Samtgemeinde Esens in de Landkreis Wittmund)
- In het oost-noordoosten: Wittmund
- In het oosten: Friedeburg (Landkreis Wittmund)
- In het zuidoosten: Wiesmoor en Großefehn
- In het zuidwesten: Ihlow.

## Infrastructuur

Infrastructuur Oost- Friesland[3]
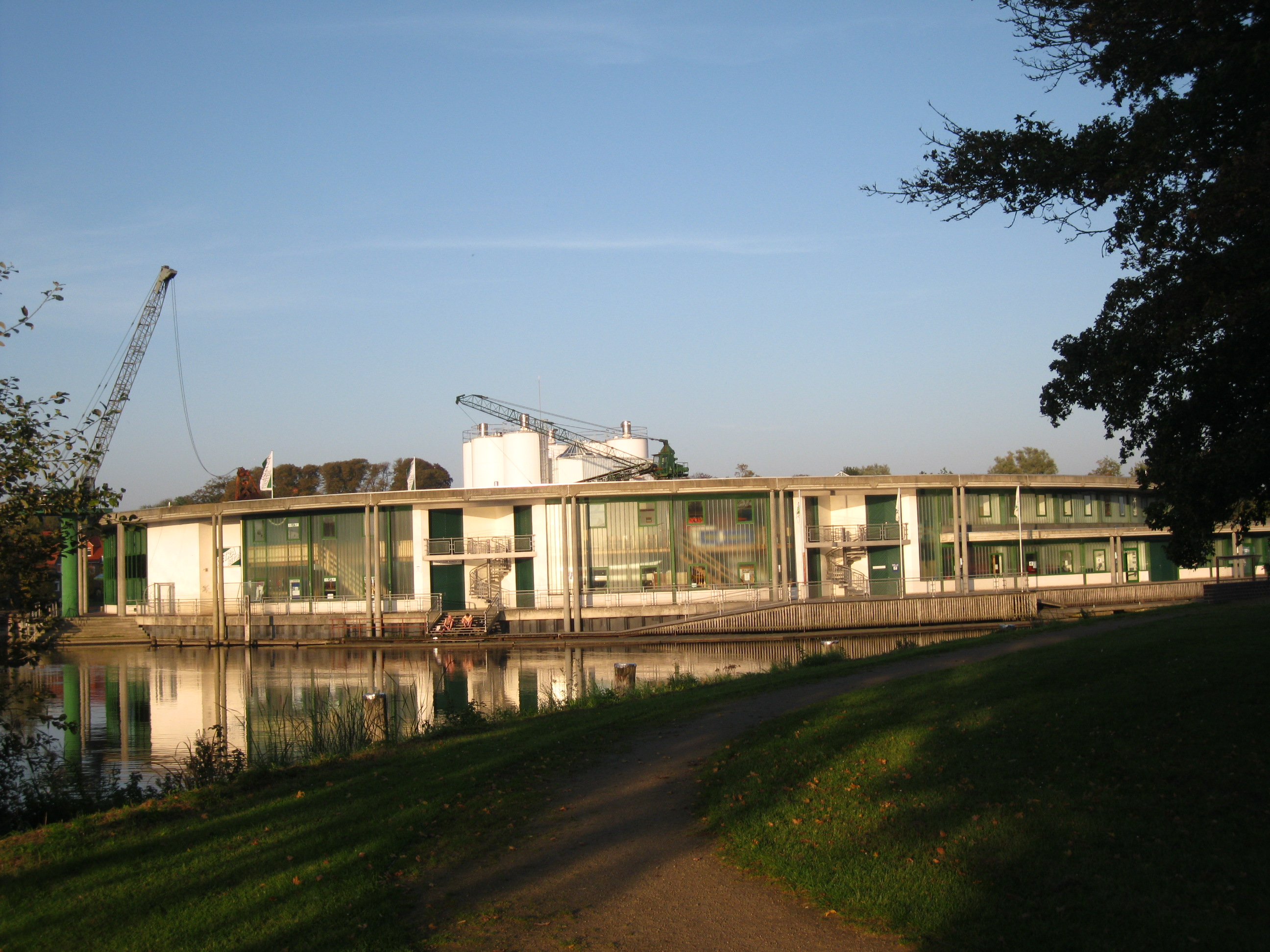
Binnenhaventje aan het EJK te Aurich met betonfabriek

Aurich is een zwakke regio voor wat betreft infrastructuur. Dit geldt als een van de redenen van de hoge werkloosheid, die met 13% hoger ligt dan het gemiddelde in Nedersaksen. De werkloosheid in het naburige Leer is ook flink lager.

### Openbaar vervoer
Aurich was een knooppunt van spoorlijnen, van onder andere de Kreisbahn Aurich. De Kreisbahn, met verbindingen naar Leer en Wittmund, beëindigde de exploitatie in 1969, waarna de spoorlijn oostelijk van Aurich-Walle is opgebroken en nu dienstdoet als fiets/wandelroute op de Ostfriesland Wanderweg. Voorstanders van railvervoer pleitten voor de heropening van de in 1996 stilgelegde spoorlijn Abelitz - Aurich, wat voor goederenvervoer in 2008 werkelijkheid werd. Passagierstreinen zullen er niet meer rijden. Het oude stationsgebouw van Aurich is in gebruik als muziekschool.
Er rijdt een snelbusdienst over de B72 naar Leer, vanwaar men per trein verder weg gelegen bestemmingen kan bereiken. Andere belangrijke buslijnen verbinden Aurich met Wittmund en Jever , alsmede met Emden en Norden. Aanvullend busvervoer is beperkt tot belbussen en slechts enkele malen per werkdag rijdende schoolbussen.

### Wegverkeer
De twee hoofdverkeersaders zijn de Bundesstraße 72 richting Norden, en de Bundesstraße 210 richting Wilhelmshaven. Te Ogenbargen, 12 km ten noordoosten van de stadskern, splitst zich een weg naar Esens en de veerboot naar Langeoog af van de B 210.
Van Aurich westelijk naar Georgsheil, gemeente Südbrookmerland, volgen deze routes hetzelfde 11 km lange wegvak. Voorstanders van wegenbouw bepleiten een aftakking in zuidelijke richting naar de Autobahn A31. De bestaande wegen zijn dikwijls overbelast. Mede doordat er veel vrachtauto's van en naar o.a. de industrieterreinen ten noorden en westen van het centrum overheen rijden, ontstaan er dikwijls files, en is de fijnstofuitstoot langs deze wegen hoger dan gewenst. De bouw van een verbeterde verbindingsweg naar de snelweg gaat gemoeid met grote investeringen en stuit op vele bezwaren, o.a. vanwege aantasting van milieu en landschap. Vooralsnog is de 16 km lange Landstraße 1 zuidwestwaarts via Riepe, gem. Ihlow, de kortste weg naar een Autobahn (afrit 6 van de Autobahn A31).

### Waterwegen
Door het Eems-Jadekanaal (EJK), dat werd aangelegd tussen 1880 en 1888, is Aurich met Emden en Wilhelmshaven verbonden. Dit 72,3 km lange kanaal heeft tegenwoordig alleen nog betekenis voor de pleziervaart. Er passeren nog zelden vrachtschepen door het kanaal. Plannen om het kanaal als verbinding met de nieuwe haven JadeWeserPort te Wilhelmshaven op te waarderen en te verbreden, bleken rond 2009 economisch niet haalbaar.

### Overig
In het stadsdeel Popens heeft de Norddeutsche Rundfunk een zenderpark voor ultra-korte golf en televisie. De hoogste zendmast is 227 meter, en is daarmee het hoogste bouwwerk van Oost-Friesland.

## Economie
Door de ligging vlak bij de kust is toerisme een belangrijke pijler van de economie.

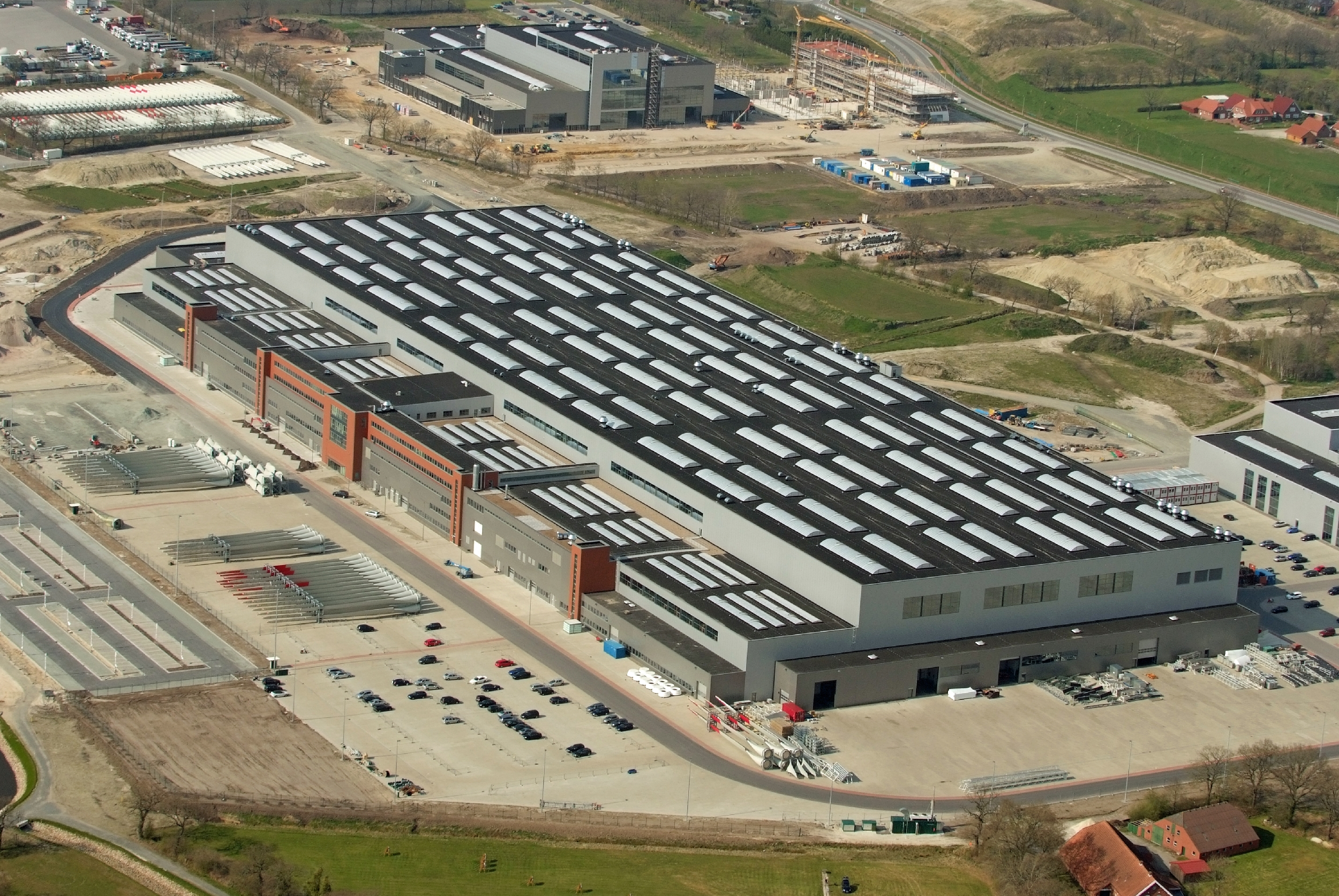
Enercon-windturbinefabriek (2013)
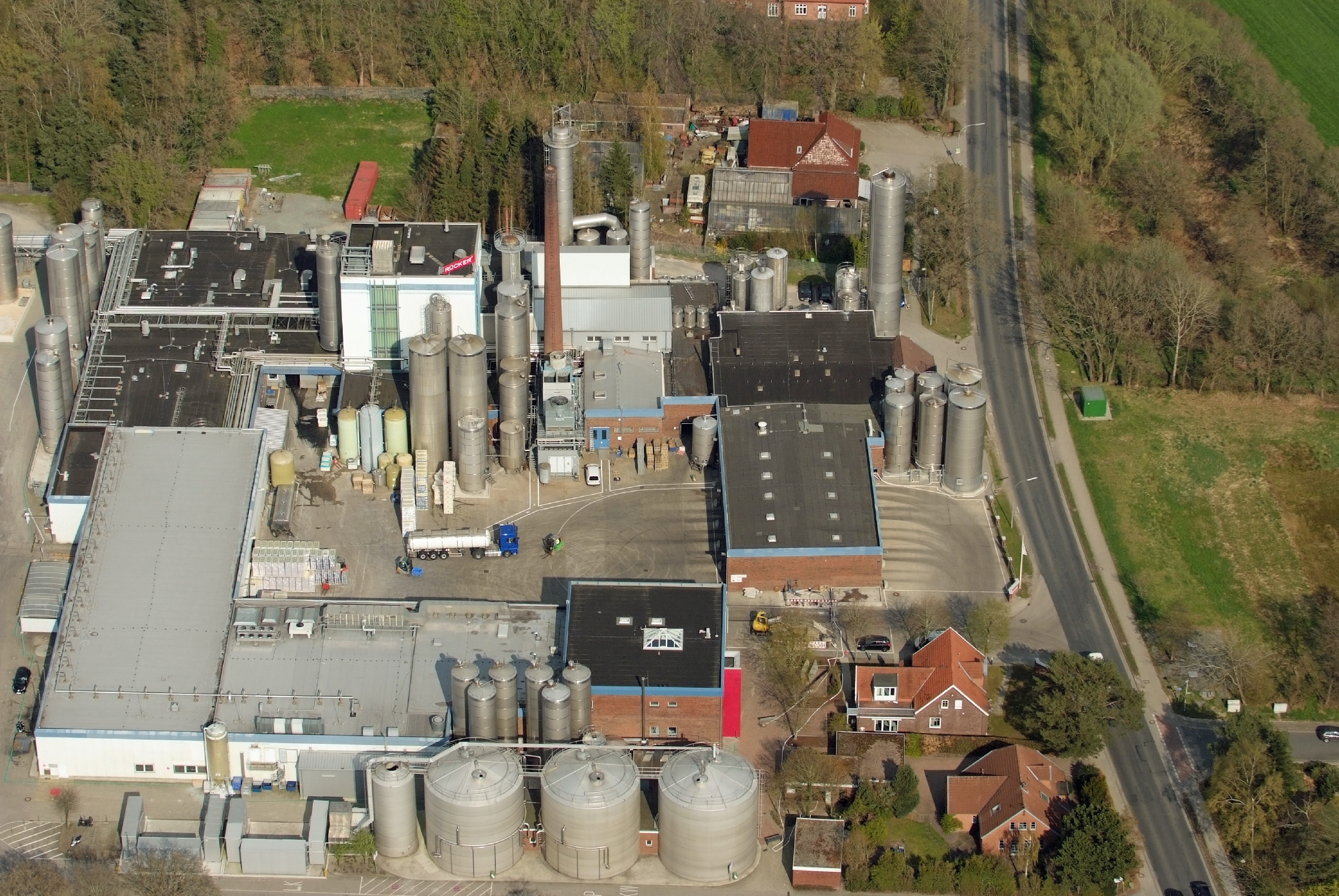
Melkfabriek in stadsdeel Egels

De grootste werkgever in de omgeving is de windturbinefabrikant Enercon, de tweede grootste producent ter wereld. Deze heeft in 2019 aangekondigd, wegens sterk teruglopende omzet het aantal arbeidsplaatsen in de fabriek te Aurich-Tannenhausen van in 2018 nog ca. 2.000 à 3.000 werknemers met 1.500 terug te brengen.  De grootste concurrent is Vestas uit Denemarken.
Daarnaast zijn er kleinere bedrijven actief in sectoren als elektrotechniek, machinebouw, levensmiddelenindustrie, waaronder een grote zuivelfabriek te Egels, staalbouw en in de metaalsector. Het aandeel in de economie van de productiebedrijven is 35%.
Het economisch aandeel van de overige sectoren is hieronder weergegeven:
- dienstverlenende sector (40%):
  - Zie ook hieronder: Aurich als bestuurscentrum door de eeuwen heen
  - Zie voor toerisme ook: Bezienswaardigheden.
  - Binnen deze sector is verder het grote ziekenhuis Ubbo-Emmius-Klinik vermeldenswaard. Plannen, om dit ziekenhuis met een soortgelijke instelling te Emden te laten fuseren, en na de fusie buiten Aurich een nieuw ziekenhuis te bouwen, zijn in 2017 verworpen, maar nog niet van de baan. Eind 2019 is besloten, dat de ziekenhuizen van de steden Emden en Aurich toch  gaan fuseren. Het plan is, om in Uthwerdum een groot, nieuw ziekenhuis met 814 bedden te realiseren. De ziekenhuizen van Emden en Aurich worden dan gesloten en gesloopt.
- handel (15%)
- landbouw (10%)

## Geschiedenis
Reeds in de Jonge Steentijd was het gebied van de huidige gemeente Aurich bewoond. Zie ook: Tannenhausen, waar een ganggraf van rond 3500 v.C. bewaard is gebleven. Bij het dorp Walle werd door turfstekers in 1927 een eikenhouten haakploeg gevonden, die van de vroege Bronstijd (tussen 1940 en 1510 v. Chr.) dateert, wellicht de oudste vondst van deze aard in geheel Europa. Het origineel staat in het Niedersächsische Landesmuseum te Hannover. Een kopie is te zien in het Historisch Museum Aurich.
De geschreven geschiedenis van Aurich gaat terug tot de 13e eeuw. De nederzetting Aurec howe of Aurik wordt voor het eerst genoemd in een Friese rechterlijke beschrijving uit 1276, de zogenaamde Broekmerbrief. De oudste dorpen rondom Aurich, de Negen Loogen, negen dorpen, waren Extum, Egels, Haxtum, Walle, Rahe, Sandhorst, Wallinghausen, Popens en Kirchdorf; zie ook bovenstaande lijst van Auricher stadsdelen. Deze plaatsjes bestaan evenals Aurich-stad reeds sinds de middeleeuwen.

De plaats lag rond de Lambertikerk, die rond 1200 door de graaf Moritz von Oldenburg werd gesticht. De kerk is gewijd aan de heilige Lambertus, de in 703 vermoorde bisschop van Maastricht.

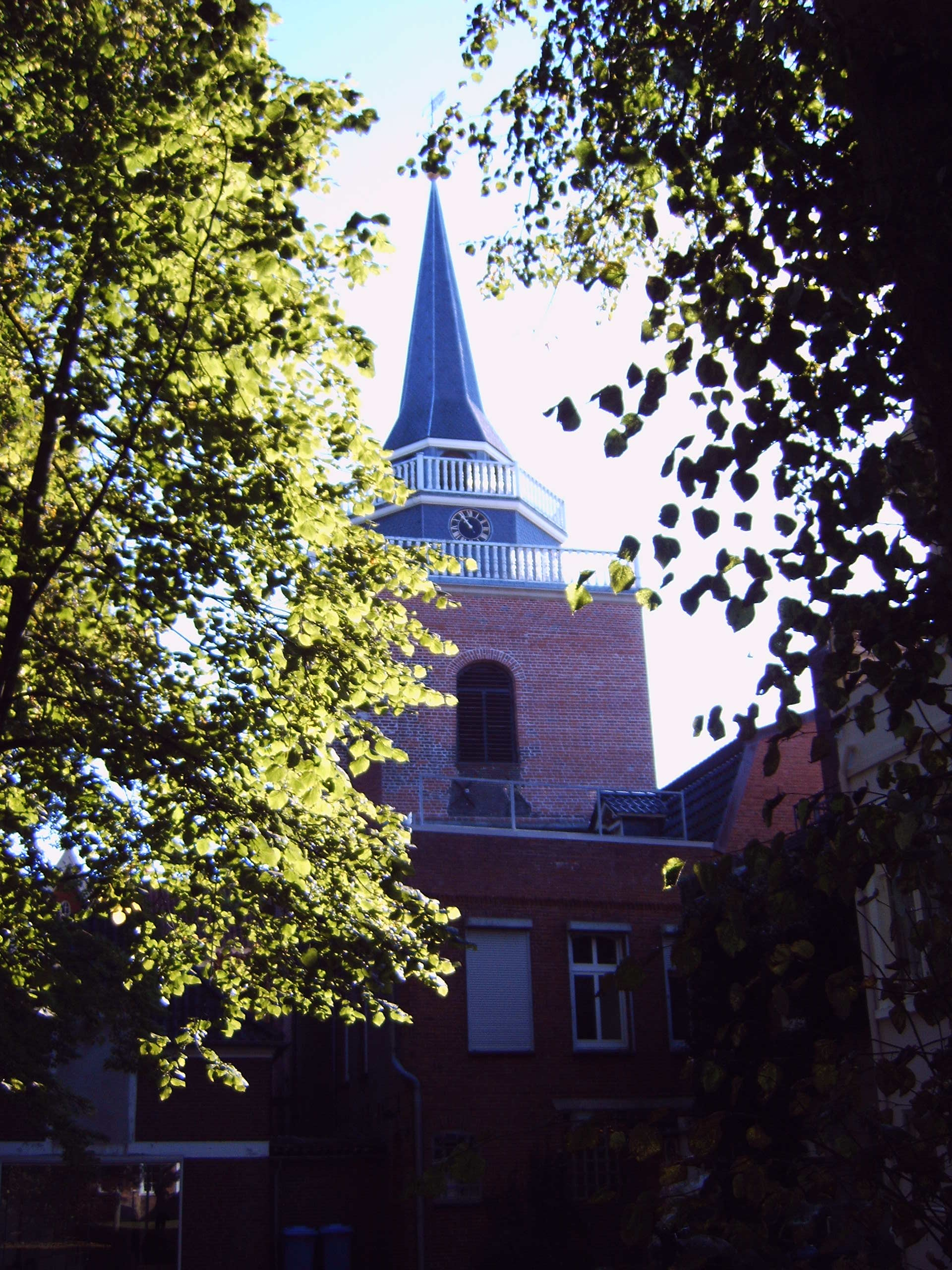
Lambertiturm

De kerktoren (in de huidige vorm stammend uit 1662), dient als herkenningspunt van de stad.
Op een voormalige grafheuvel ten westen van het dorp Rahe ontstond in de middeleeuwen de bekendste dingplaats, later een grotere, algemenere gerechtsplaats, van de Friezen, de Upstalsboom. Hier vonden in met name de 13e eeuw en de 14e eeuw voor alle Friese landen  belangrijke politieke en juridische besprekingen plaats. Zo verkreeg Appingedam door een besluit van de Upstalsboom zijn stadsrechten. In de 19e eeuw werd op deze locatie een piramidevormig gedenkteken opgericht.
Rond 1350 kwamen enkele families van hoofdelingen in Oost-Friesland aan de macht, waaronder de familie Cirksena. De hoofdelingen waren individuen of invloedrijke geslachten van boeren die veel land bezaten. Ze waren in staat zich in hun dorpen of het gebied machtsposities eigen te maken en de bestuurlijke en juridische bevoegdheden van de vroegere gekozen leiders (Redjeven, betekenis ongeveer: raadgevers) over te nemen.
Nadat in het begin van de 16e eeuw Oost-Friesland in een militaire campagne in de as is gelegd, begon graaf Edzard I uit het Huis Cirksena in 1517 met de wederopbouw van Aurich. De blauwdruk van het toenmalige stratenpatroon is nog goed herkenbaar in het oude centrum van Aurich, de Altstadt.
In de napoleontische tijd (1807-1810 Hollands, 1810-1813 Frans) was het de hoofdplaats van het departement Oost-Friesland, met aan het hoofd een prefect. Tijdens het koninkrijk Hannover (1815-1866) was Aurich hoofdstad van de provincie Oost-Friesland en vanaf 1866 ook garnizoensstad. In 1866 werd het koninkrijk Hannover onderdeel van het Koninkrijk Pruisen.
Opvallend is, dat in de dorpen Pfalzdorf, Dietrichsfeld en het (naar de armelijke plaggenhutten van de eerste bewoners zo geheten) Plaggenburg immigranten uit de Pfalz tot de eerste kolonisten behoorden. Deze immigratie deed zich tussen ca. 1775 en 1825 voor.
In de Hitler-tijd werden ook in Aurich de joden slachtoffer van de met de Kristallnacht in november 1938 begonnen Holocaust. De synagoge van de stad brandde toen geheel af. Van de 400 joden uit Aurich wist de helft door emigratie te overleven, de anderen kwamen om in o.a. de vernietigingskampen. Te Aurich herinneren alleen nog een gedenkteken en een joodse begraafplaats aan het joodse leven. 
Na 1945 werd de stad door veel vluchtelingen bevolkt, waarmee het inwoneraantal steeg van 7.089 tot 10.350 eind 1945.

### Aurich als bestuurscentrum door de eeuwen heen
In 1539 werden alle overheidsorganen van het graafschap geconcentreerd in Aurich. De stad werd daarmee hoofdstad van het graafschap (en later vorstendom) Oost-Friesland. Na het einde van het vorstelijke Huis uit Aurich verviel in 1744 Oost-Friesland aan het koninkrijk Pruisen. Aurich bleef echter hoofdstad, nu echter van de provincie Oost-Friesland.
In de napoleontische tijd (1807-1810 Hollands, 1810-1813 Frans) was het de hoofdplaats van het departement Oost-Friesland, met aan het hoofd een prefect. Tijdens het koninkrijk Hannover (1815-1866) was Aurich hoofdstad van de provincie Oost-Friesland en vanaf 1866 ook garnizoensstad. In 1866 wordt het koninkrijk Hannover onderdeel van Pruisen. In het midden van de 19e eeuw werd het Kasteel van Aurich (Schloss) herbouwd; veel bestuurs- en ambtelijke instanties hebben in dit gebouwencomplex hun kantoren.
Tot 1945 was het de provinciehoofdstad van Oost-Friesland in Pruisen. Deze deelstaat werd als symbool van het Duits militarisme door de geallieerden opgeheven. De plaats werd hoofdstad van de bestuursregio Aurich in de door de geallieerden nieuw geschapen deelstaat Nedersaksen. In 1978 werd de bestuursregio Aurich opgeheven en vervangen door de regio Weser-Ems. Deze laatste is inmiddels opgeheven en niet vervangen door een nieuwe bestuursregio. De stad is nog wel zetel van een Landgericht en een Amtsgericht. Ook zetelt in het Landschaftshaus dicht bij het Schloss te Aurich nog de Ostfriesische Landschaft. Dit is een instantie, die teruggaat tot middeleeuwse bijeenkomsten van de drie standen ( adel, geestelijkheid, hogere burgerij in de steden) van Oost-Friesland. De Ostfriesische Landschaft verricht overheidstaken voor geheel Oost-Friesland op cultureel, onderwijs- en wetenschappelijk gebied. Ze is ook eigenaresse van het monument van de historische Upstalsboom bij Rahe.
Sedert 2013 zetelt de Bundesanstalt für Verwaltungsdienstleistungen, een voor geheel Duitsland bevoegde bestuursinstantie van het Bondsministerie voor Verkeer en Digitale Infrastructuur te Aurich.

## Bezienswaardigheden, cultuur, toerisme
- Oude kerken:
  - Lambertikerk (1835) met laatmiddeleeuwse toren
  - Reformierte Kirche, neoklassieke centraalbouw uit 1814
  - De oude dorpskerk te Middels
  - De Johannes de Doperkerk (Wiesens)
- Musea:
  - Het Historische Museum Aurich in het centrum, gevestigd in het 16e-eeuwse voormalige bestuursgebouw Alte Kanzlei
  - Het rond 1805 gebouwde kunstpaviljoen, ook wel Teehäuschen genoemd, is een ruimte voor tijdelijke kunsttentoonstellingen van zeer uiteenlopende aard.
  - Het eind 2015 geopende Energie-, Bildungs- und Erlebniszentrum of EEZ bij de Enerco-fabriek te Tannenhausen, modern voorlichtings- en educatief centrum op het gebied van energievoorziening
  - Op kinderen en jongeren is het  MachMitMuseum „miraculum“ (doe-museum) gericht. Kinderen en jongeren richten, ondersteund door leerkrachten en deskundigen, de tijdelijke exposities zelf in.
  - De Stiftsmühle in stadsdeel Hage met molenmuseum
- Historische gebouwen en monumenten:
  - Het Kasteel van Aurich (in gebruik als o.a. gerechtsgebouw en belastingkantoor)
  - Das Knodtsche Haus - Burgerhuis in Nederlandse laat barokke stijl, gebouwd rond 1735 door de Hofbouwmeester Heinrich Horst als zijn woonhuis. In gebruik als horeca-gelegenheid en bankkantoor.
  - Monument van de Upstalsboom bij Rahe
  - Auricher Mausoleum - Neoromaans tienhoekig gebouw, sinds 1880 rustplaats van de adellijke familie Cirksena.
  - Sous-Turm - een abstract kunstwerk (Albert Sous[6], 1990), verfoeid door de inwoners van Aurich, bij toeristen een bijzonder geliefd foto-object.
  - Botter, Brood un Kääs, ganggraf uit de Jonge Steentijd, zie Tannenhausen
- De Stadthalle biedt onderdak aan toneelvoorstellingen (max. 500 plaatsen) van uiteenlopende aard. In de gemeente wordt veel gedaan aan toneel, muziek e.d. waarbij de voertaal het Oost-Fries Nedersaksisch is.
- De 800 × 400 meter grote recreatieplas Badesee Tannenhausen ( in een voormalige grindgroeve) met camping, horecagelegenheid en veel dagrecreatie-faciliteiten
- Natuurschoon:
  - Diverse bossen o.a. te Sandhorst, Wiesens en Tannenhausen
  - Hoogveengebieden (beperkt toegankelijk), verspreid over de gemeente
  - Het uitgestrekte veenreservaat rondom het hoogveenmeertje Ewiges Meer ten N. van Tannenhausen; het Ewige Meer zelf ligt juist over de gemeentegrens met Samtgemeinde Holtriem, deelgemeente Eversmeer.

## Galerij

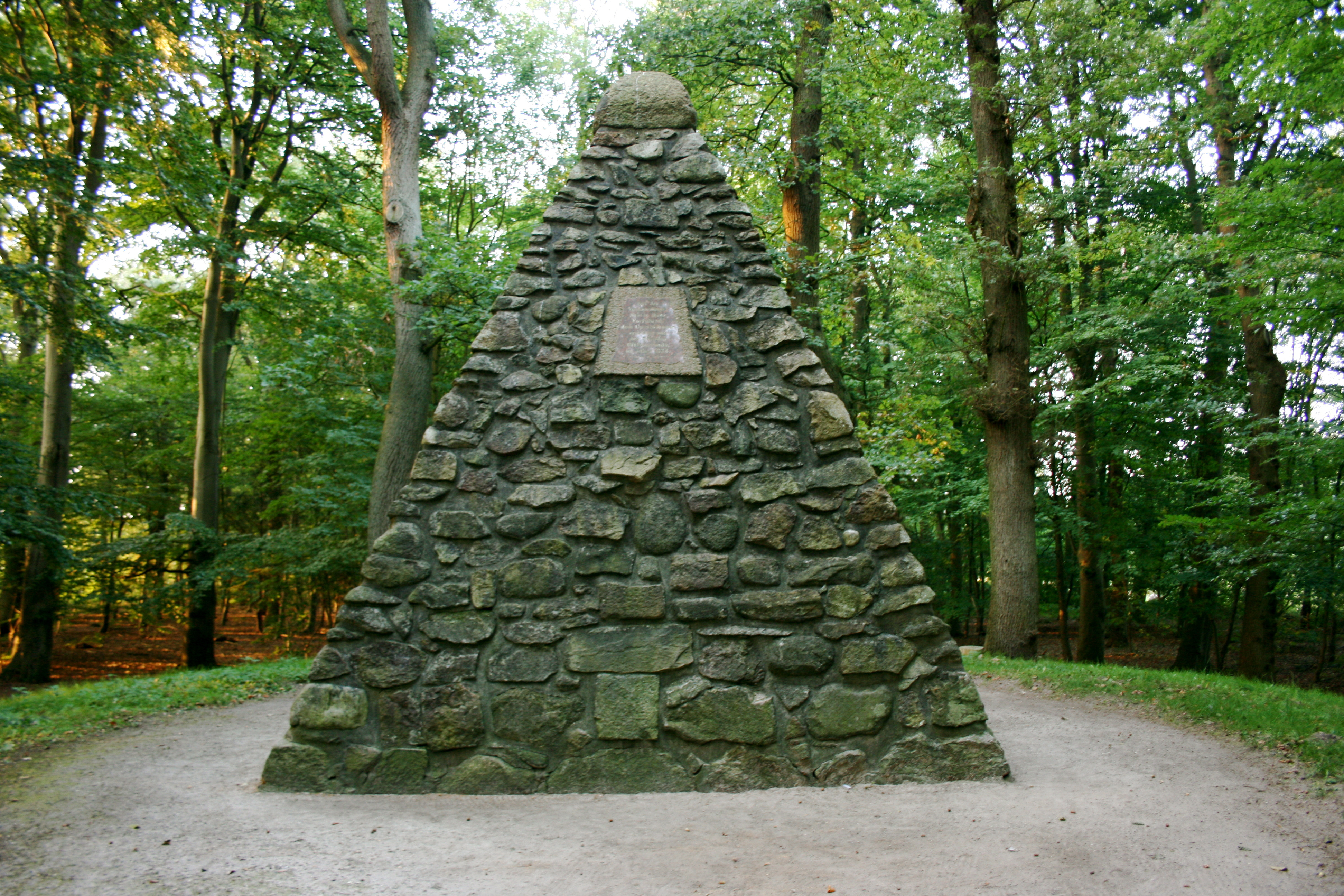
Monument van de Upstalsboom
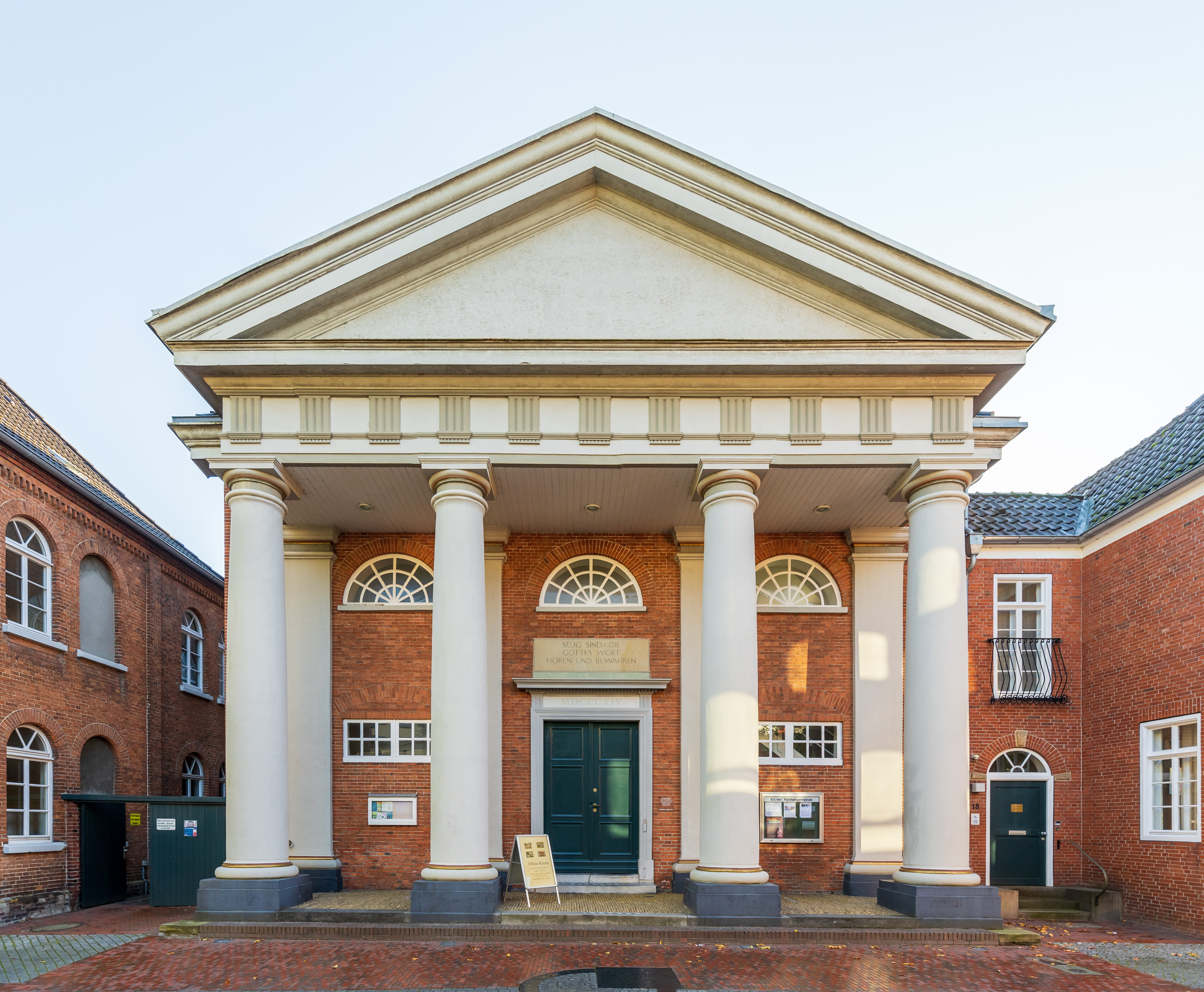
Gereformeerde kerk (1814)
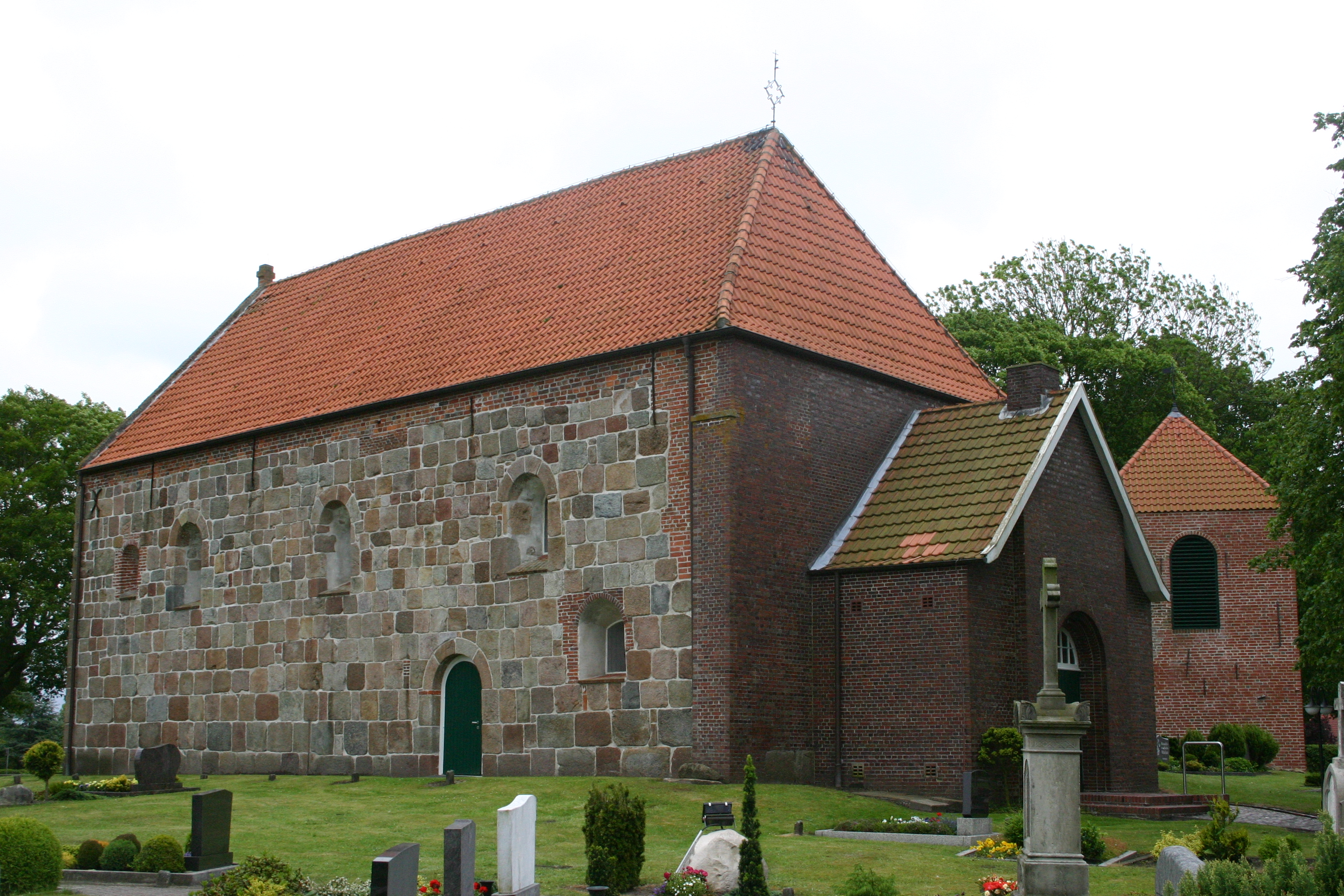
Kerk van Middels
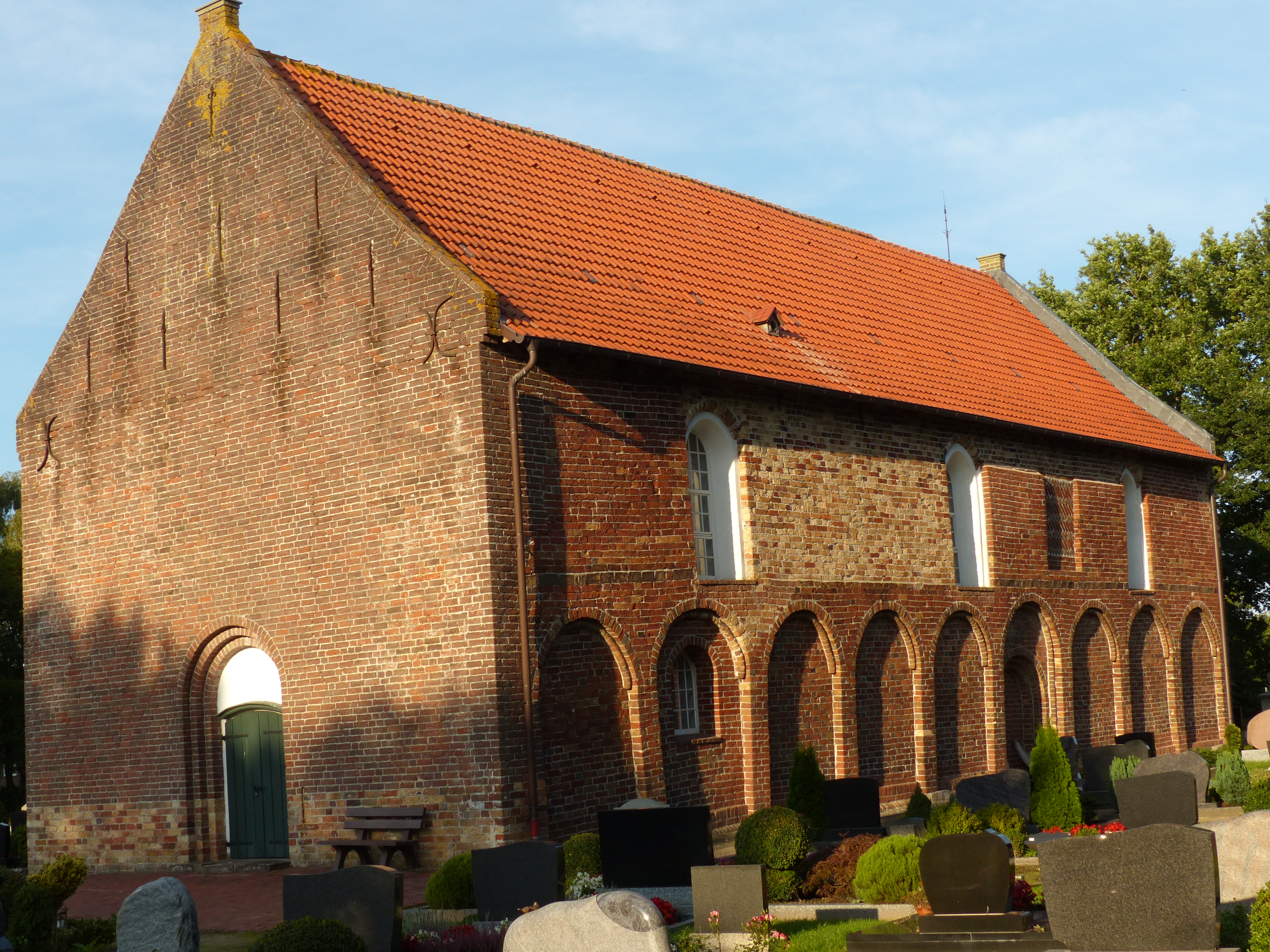
Johannes de Doperkerk, Wiesens
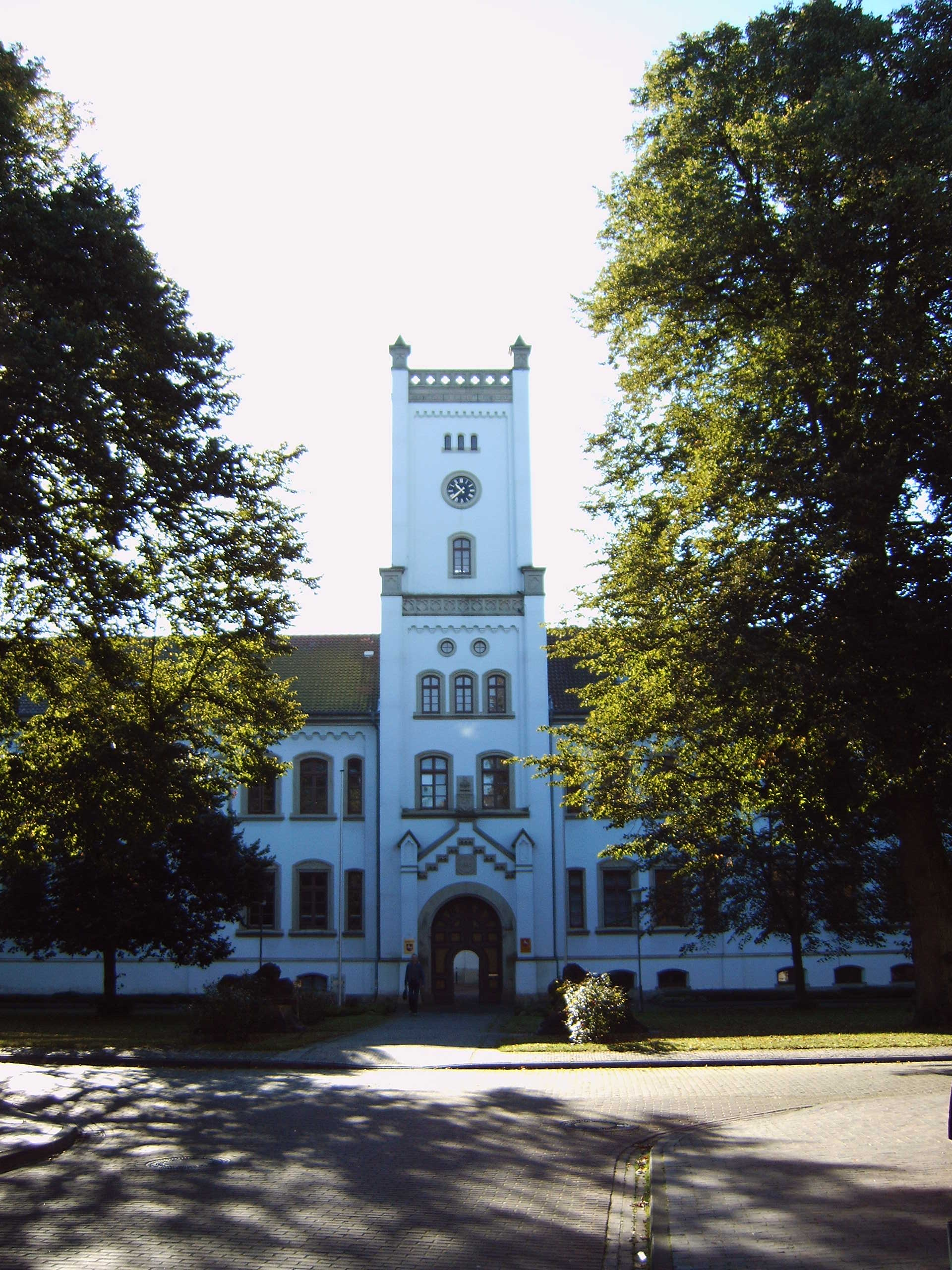
Landgericht van Aurich in het Schloss (kasteel) uit 1855
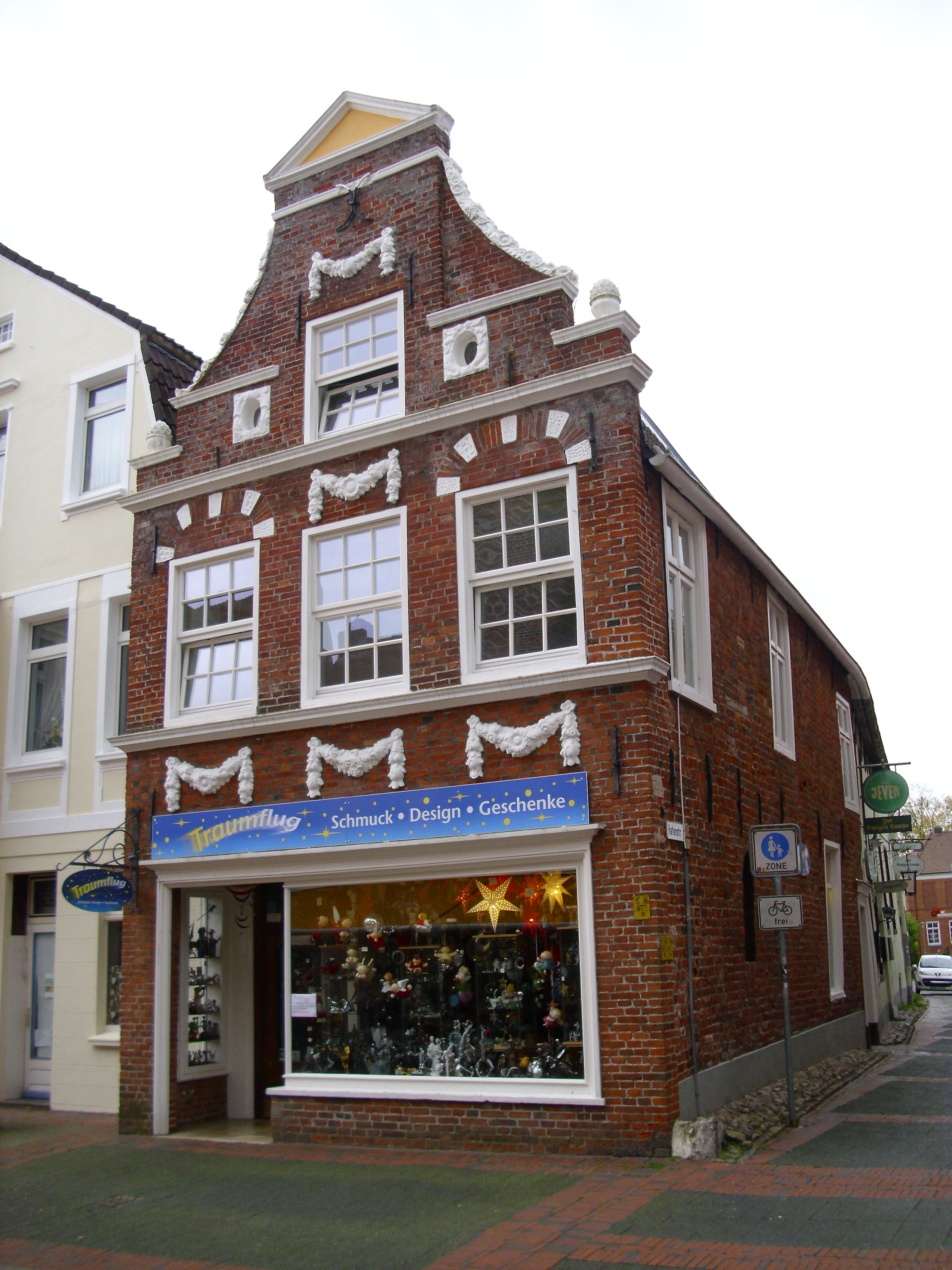
Haus Hanstein (17e eeuw) aan de Burgstraße
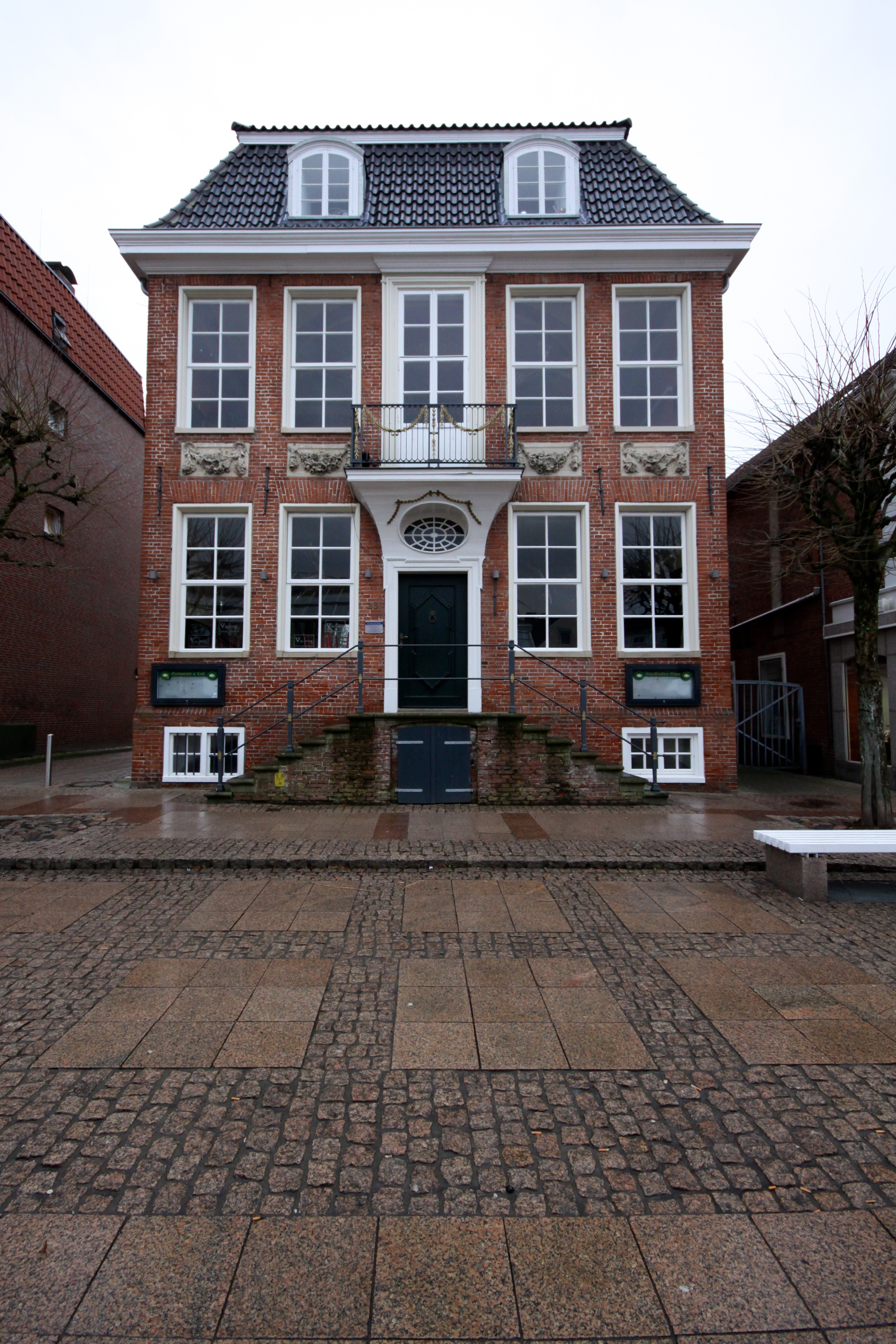
Het Knodtsche Haus
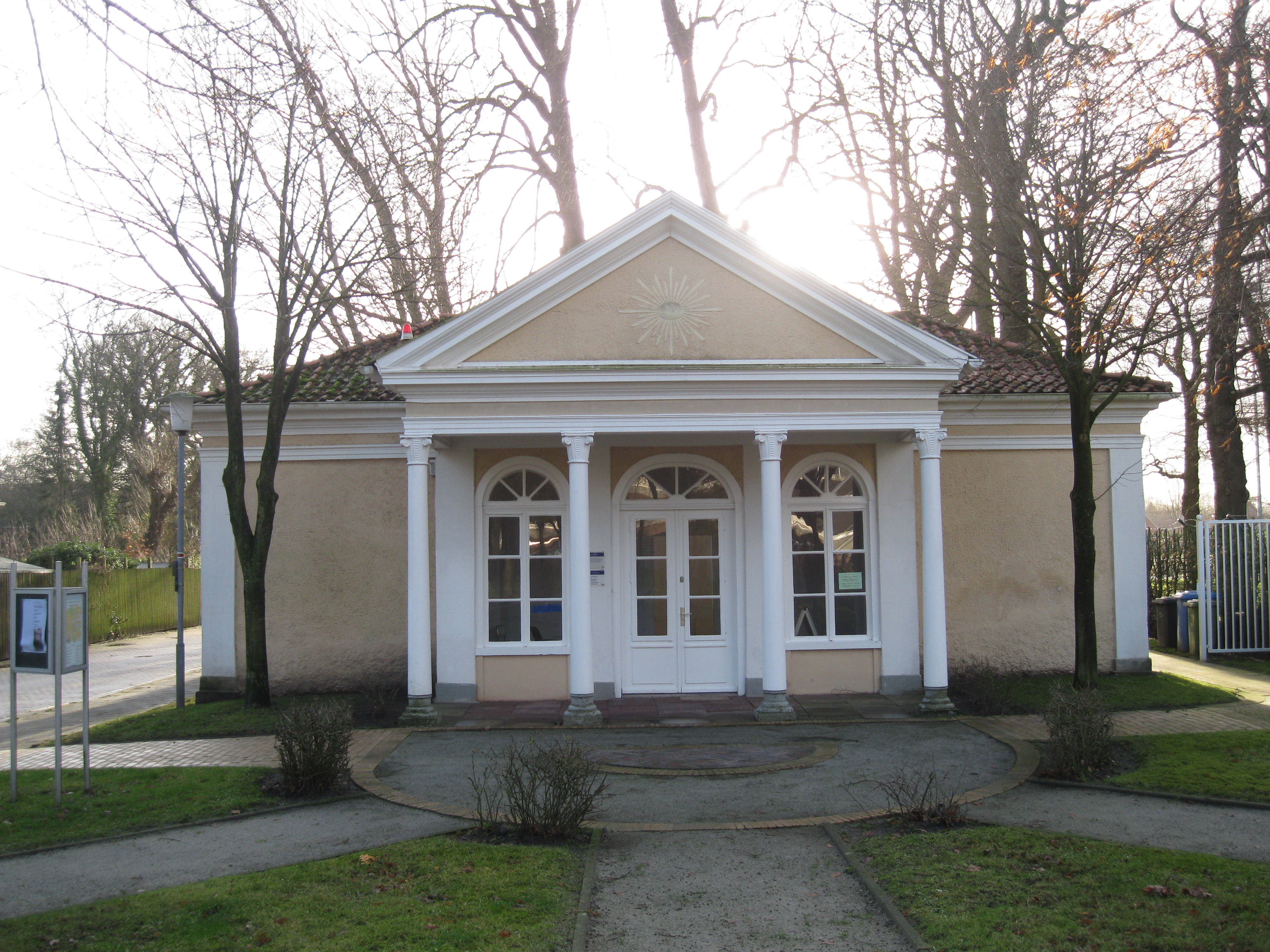
Het Teehäuschen
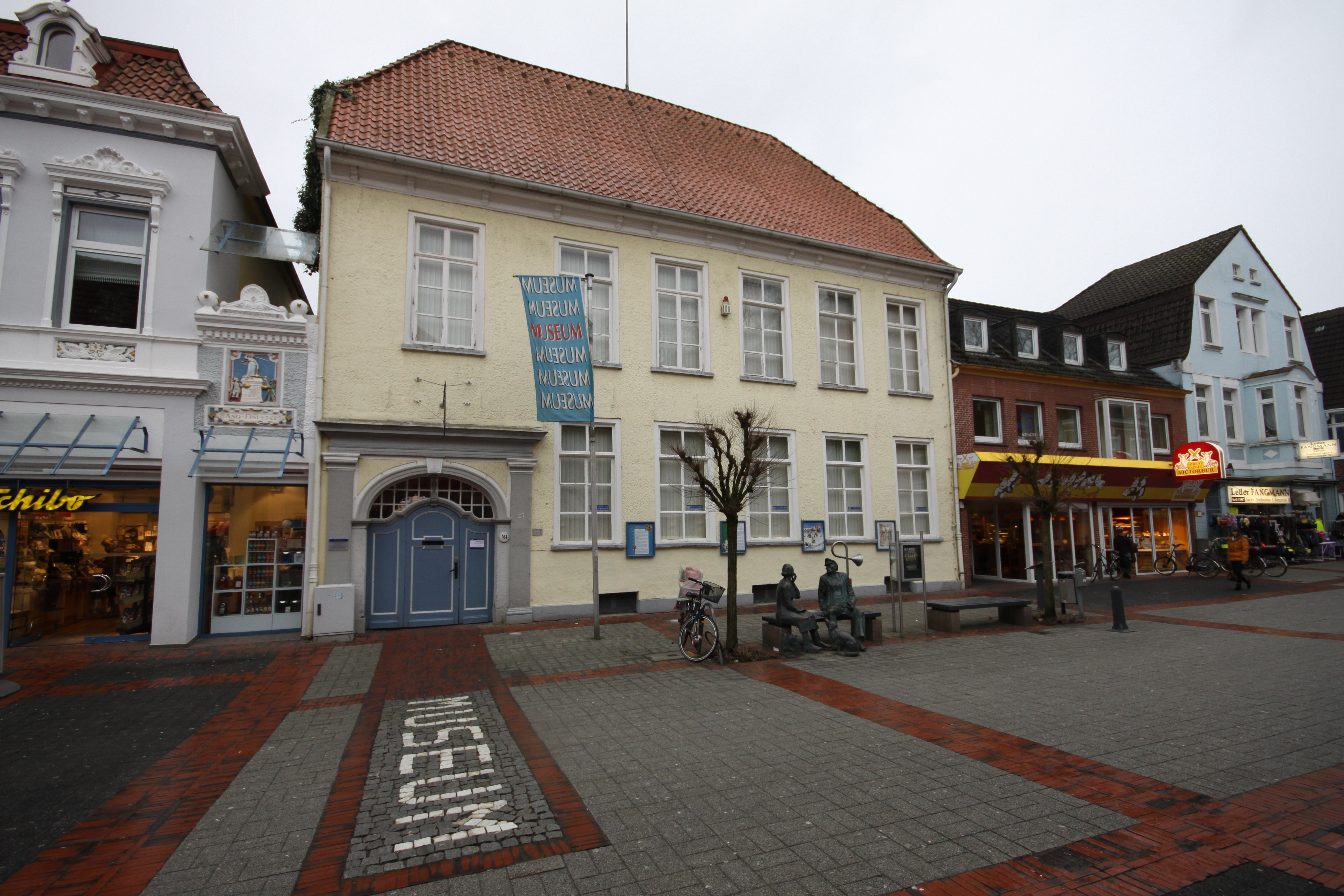
Historisch Museum Aurich
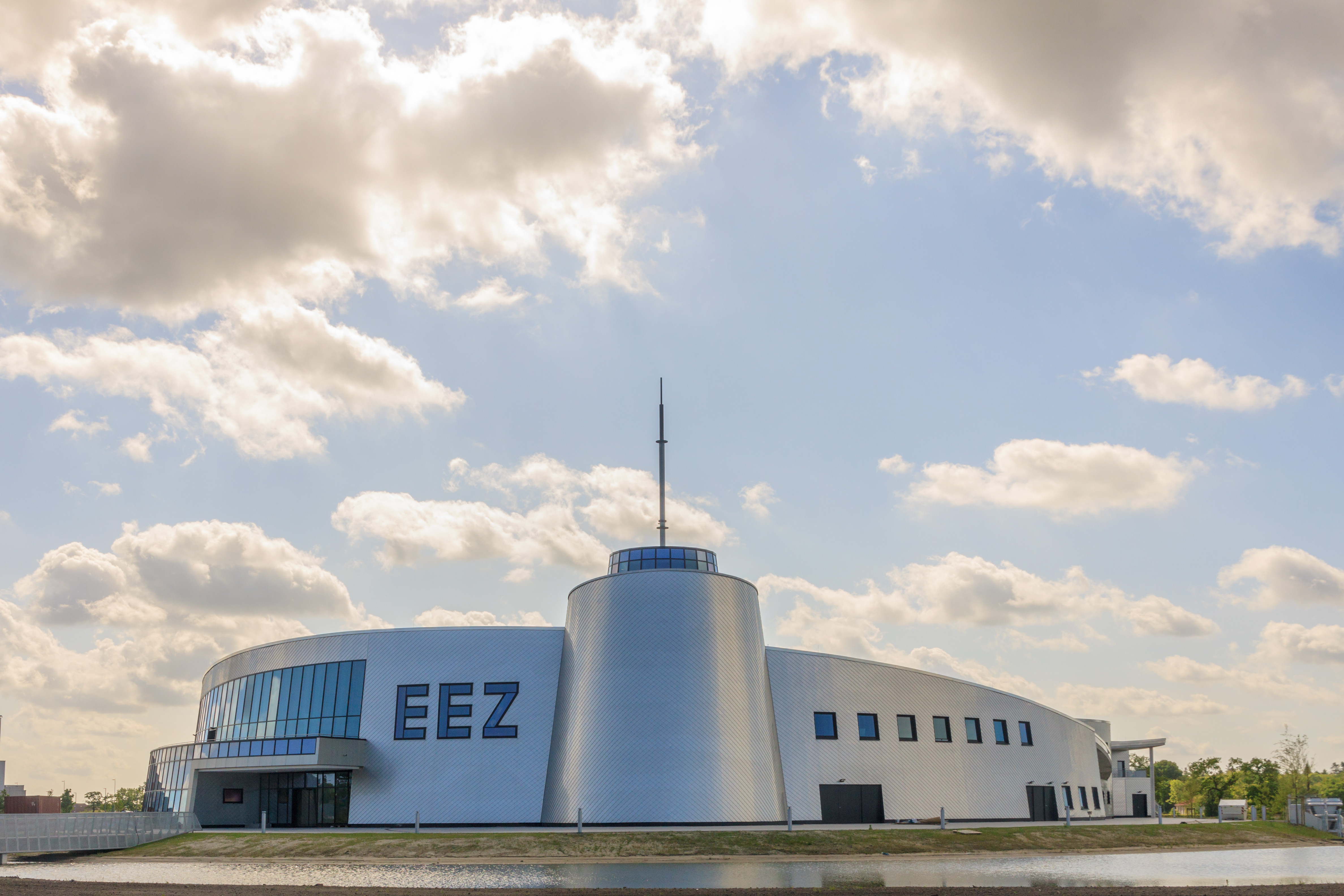
Energie-, Bildungs- und Erlebniszentrum
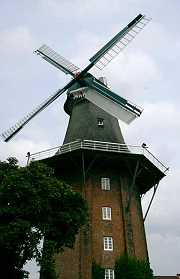
Stiftsmühle
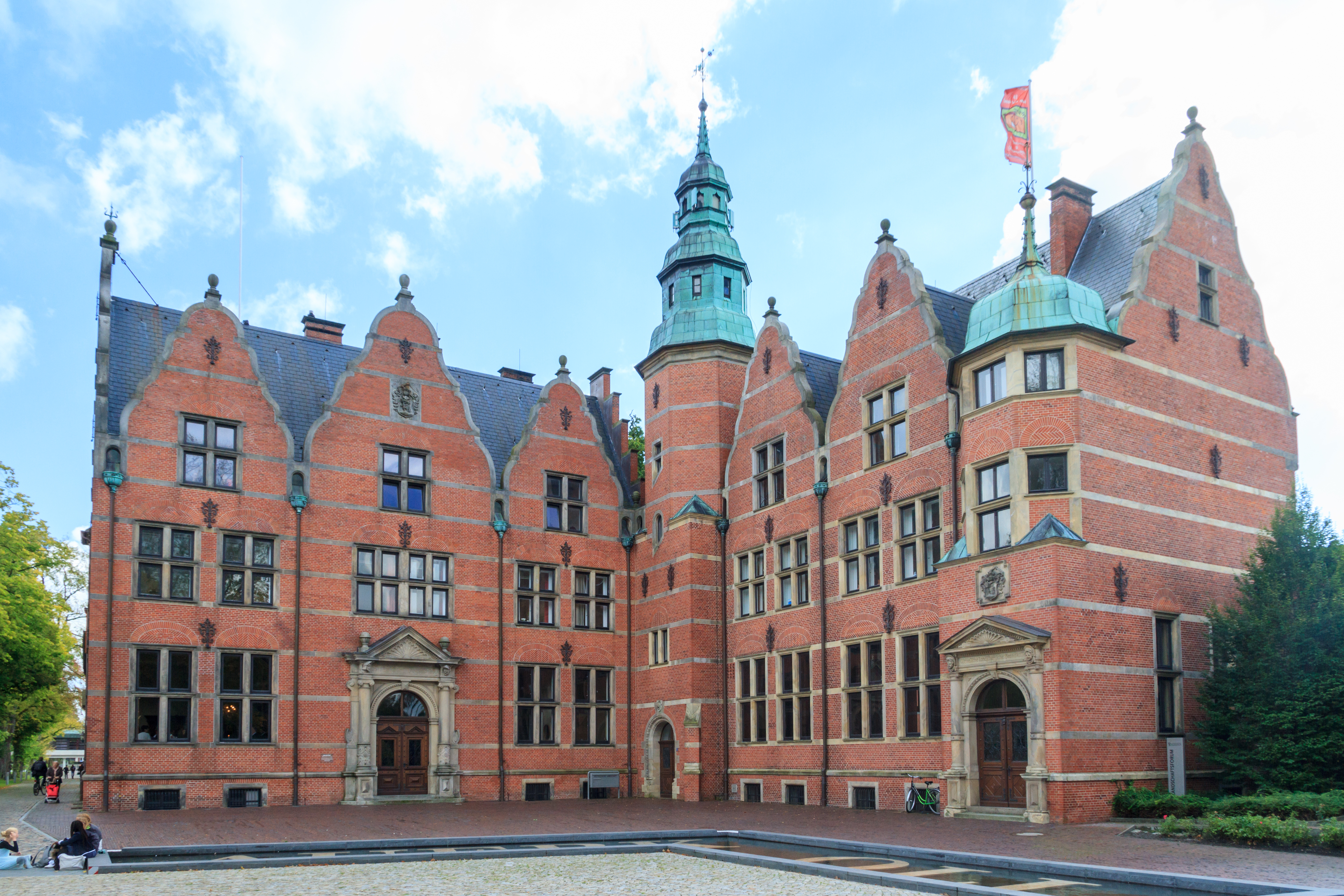
Het Landschaftshaus te Aurich (1901)
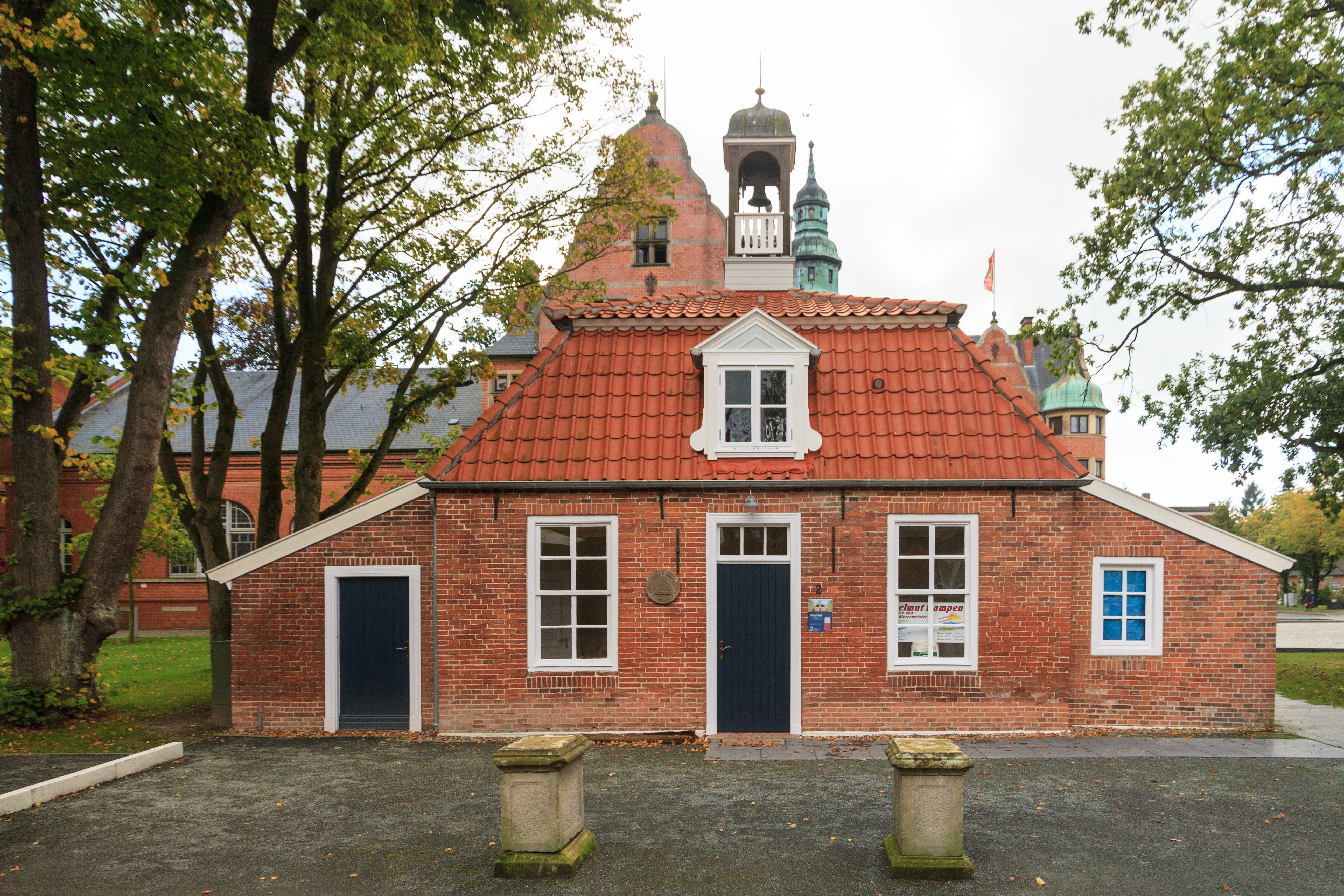
Het Pingelhus
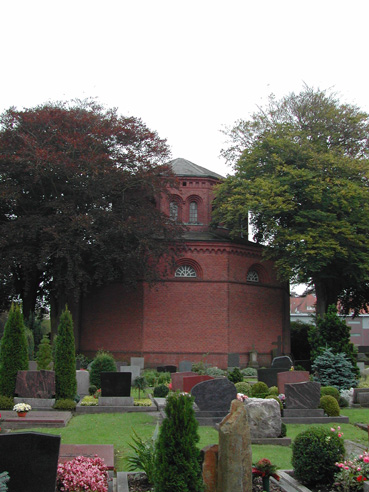
Mausoleum van het geslacht Cirksena, Aurich
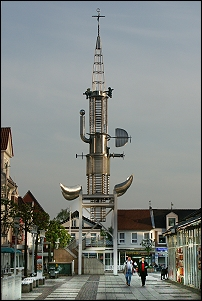
Sous-Turm
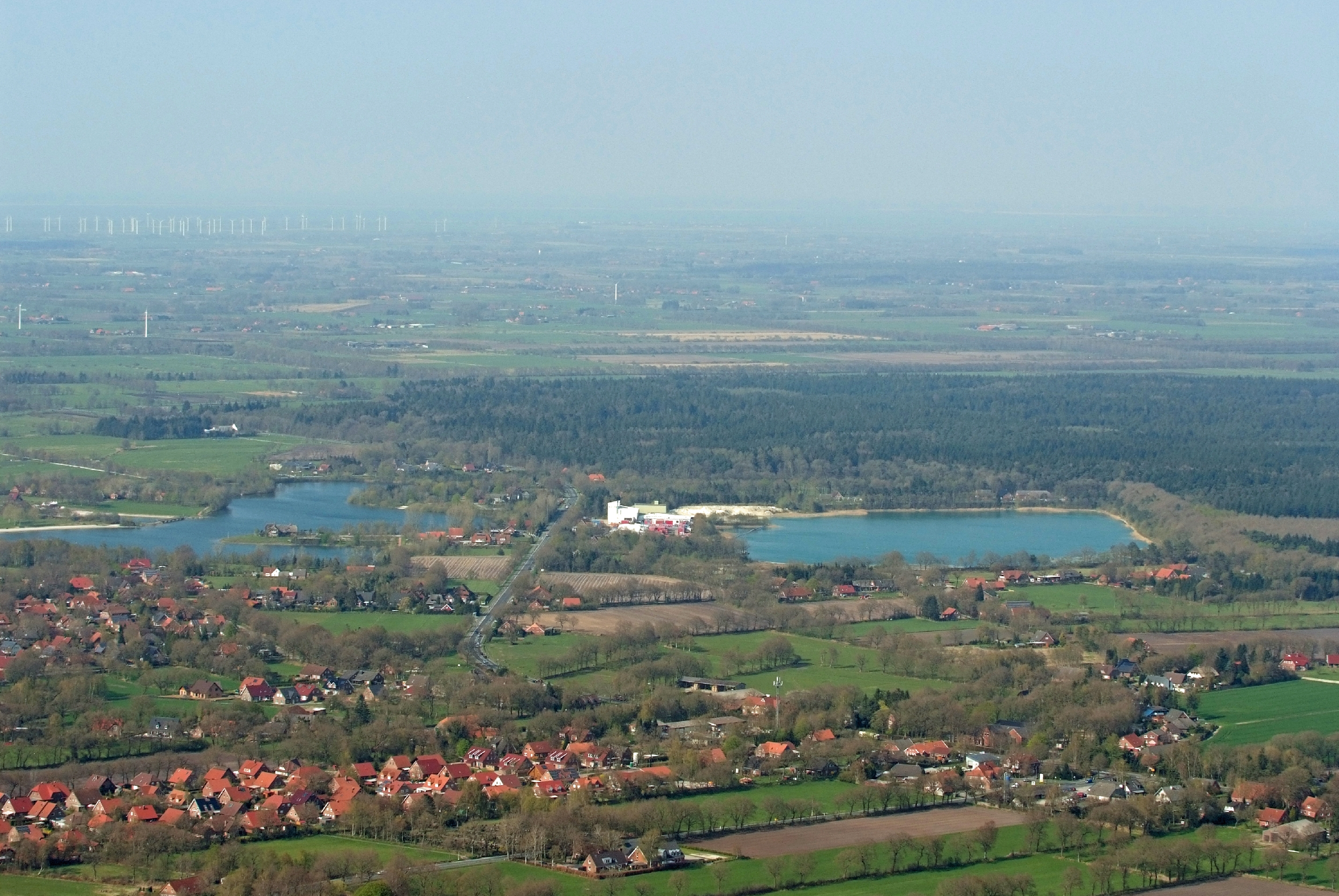
Tannenhausen met de recreatieplas

## Politiek

### Samenstelling gemeenteraad
De gemeenteraad bestaat uit 40 gekozen leden, plus een zetel voor de gekozen burgemeester. De raad is sinds de verkiezingen in september 2021 als volgt samengesteld:
| Partij                | Zetels |
| --------------------- | ------ |
| SPD                   | 13     |
| CDU                   | 10     |
| Bündnis 90/Die Grünen | 5      |
| Wählergruppe          | 4      |
| FDP                   | 3      |
| Gemeinsam für Aurich  | 2      |
| Die Linke             | 2      |
| GAP                   | 1      |
| Burgemeester1         | 1      |

1 De burgemeester is ambtshalve lid van de raad

### Burgemeester
De laatste burgemeestersverkiezingen waren in 2014. In Nedersaksen geldt voor de burgemeester een ambtsperiode van maximaal acht jaar. Bij de verkiezingen in 2019 was een tweede ronde nodig, waarbij uiteindelijk de toenmalige burgemeester Heinz-Werner Windhorst (partijloos) moest plaats maken voor Horst Feddermann (partijloos). Deze laatste was bij de tweede stemronde de enig overgebleven kandidaat, en hij kreeg ruim 90 % van de geldige uitgebrachte stemmen.

## Sport
- De gemeente bezit een  3500 m² grote skateboard-hal.
- Het dorp Middels is een centrum van de schietsport. Er wordt in verenigings- en wedstrijdverband geschoten met kleine pistolen en met geweren. Daarnaast is er, evenals in veel andere dorpen, nog een klassieke schutterij.
- Zoals overal in Oost-Friesland wordt ook in enkele dorpen rondom Aurich veel aan klootschieten gedaan.
- Aurich is trots op zijn handbalclub OHV Aurich, die overigens geen topteams van nationaal niveau heeft, en waarbij het vrouwenhandbal ten opzichte van het mannenhandbal te verwaarlozen is.

## Media
In Aurich en de oude landkreis Aurich (zonder de regio rondom Norden) verschijnt sinds 1864 het dagblad Ostfriesische Nachrichten. De krant was tot 2009 zelfstandig maar is nu onderdeel van de ZGO (Zeitungsgruppe Ostfriesland). De redactie selecteert haar nationale en internationale berichten van het materiaal afkomstig van de Neue Osnabrücker Zeitung. De krant bericht vooral over nieuws uit de stad Aurich en haar ommeland, verder is er ook dagelijks een pagina met de Oost-Friesland brede berichtgeving met speciale aandacht voor de stad Emden, en de landkreisen Leer en Wittmund. Sinds 2021 wordt er ook samengewerkt met de Ostfriesische Kurier uit Norden waarbij artikelen worden uitgewisseld.

## Stedenband
- Appingedam, sinds 1989

## Geboren
- Gerhard von Holy (* gedoopt 15 september 1687 in Aurich; † 3 juni 1736 in Remscheid), Oost-Fries kerkorgelbouwer, waarschijnlijk een leerling van Arp Schnitger
- Rudolf von Jhering (1818-1892), rechtsgeleerde, hoogleraar Romeins recht, rechtsfilosoof
- Friedrich Theodor Frerichs, sinds 1884: von Frerichs (* 24 maart 1819; † 14 maart 1885 in Berlijn) , vooraanstaand arts, pionier in klinisch onderzoek naar ziekten van de stofwisseling, de lever en de nieren; een van de 5 ereburgers[8] van Aurich
- Karl Heinrich Ulrichs, (* te Westerfeld, Aurich (Oost-Friesland), 28 augustus 1825;  † L'Aquila (Italië), 14 juli 1895), multi-disciplinair geleerde, een van de eerste voorvechters op het gebied van de homo-emancipatie
- Rudolf Christoph Eucken (1846-1926), filosoof en Nobelprijswinnaar (1908)
- Georg Hering (1884-1936), kunstschilder
- Yitzhak Raveh (* 10 november 1906 in Aurich als Franz Reuß; † 8 november 1989 in Tel Aviv), Duits-joods rechter, emigreerde in 1933 naar Palestina, was in 1961 een van de rechters in het proces tegen Adolf Eichmann
- Herbert Schnoor (1927-2021), vooraanstaand SPD-politicus , was minister in de deelstaatregeringen van Nedersaksen en later Noordrijn-Westfalen, daarna lid van de Bundesrat, in de periode rond 1985-1995 betrokken bij belangrijke debatten over het recht op politiek asiel in Duitsland.
- Uwe Rosenberg (* 27 maart 1970) wiskundige, bedenker van het kaartspel Boonanza
- Andrea Maier (1978), hoogleraar Gerontologie aan de VU in Amsterdam
- Jens Wemmer (31 oktober 1985), voetballer

- Bibliothèque nationale de France: cb12149856f (data)
- Gemeinsame Normdatei: 4003660-1
- Library of Congress Control Number: n81102886
- MusicBrainz: ba992b70-2440-4aaa-8dc3-15ba0731870d
- Nationale Bibliotheek van Tsjechië: ge635603
- Nationale Bibliotheek van Israël: 987007555179705171
- Système universitaire de documentation: 114492387
- Virtual International Authority File: 123088001
- WorldCat: E39PBJh8TTHQV9MkDxtXGwFBT3